# 刁遵墓誌
刁遵墓誌（ちょうじゅんぼし）とは、中国の南北朝時代、北朝の北魏で熙平2年（517年）に彫られた貴族の墓誌。六朝時代の北朝独特の楷書「六朝楷書」の書蹟として知られる。
清代に出土し様々な研究者の手を渡り歩いたが、現在は山東省済南市の山東省博物館に所蔵されている。

## 被葬者について
被葬者である刁遵は正史に記録がないが、碑文によれば字を奉国（ほうこく）といい、没年から逆算すると太延5（439）年に渤海の饒安県（現在の河北省滄州市塩山県）で生まれた。刁氏は刁協を祖とする元東晋の高級貴族であったが、東晋が滅亡し宋が立った際に遵の祖父・暢が武帝に殺されたため、遵の父・雍は北に逃れ、北魏に仕えて再び高官となったという。雍の名は『魏書』にも名が見え、北魏においても相当な名族となっていたことがうかがえる。
冒頭部に欠落が多いため遵の性格については不明な部分が多いが、仁に篤い人物であったという。太和年間（477年 - 479年）に魏郡の太守に任ぜられて徳治を行い、正始年間（504年 - 508年）には高陽王の諮議参軍事となり、ほどなくして大司農少卿となった。その任期途中で使持節・都督洛州諸軍事・龍驤将軍・洛州刺史となり、熙平元年（516年）7月26日に死去。享年76であった。これに伴い使持節・都督兗州諸軍事・平東将軍・兗州刺史を追贈された後、翌年10月9日に生まれ故郷である饒安近郊に葬られた。この墓誌はその際に棺と共に埋葬されたものである。

## 碑文と書風

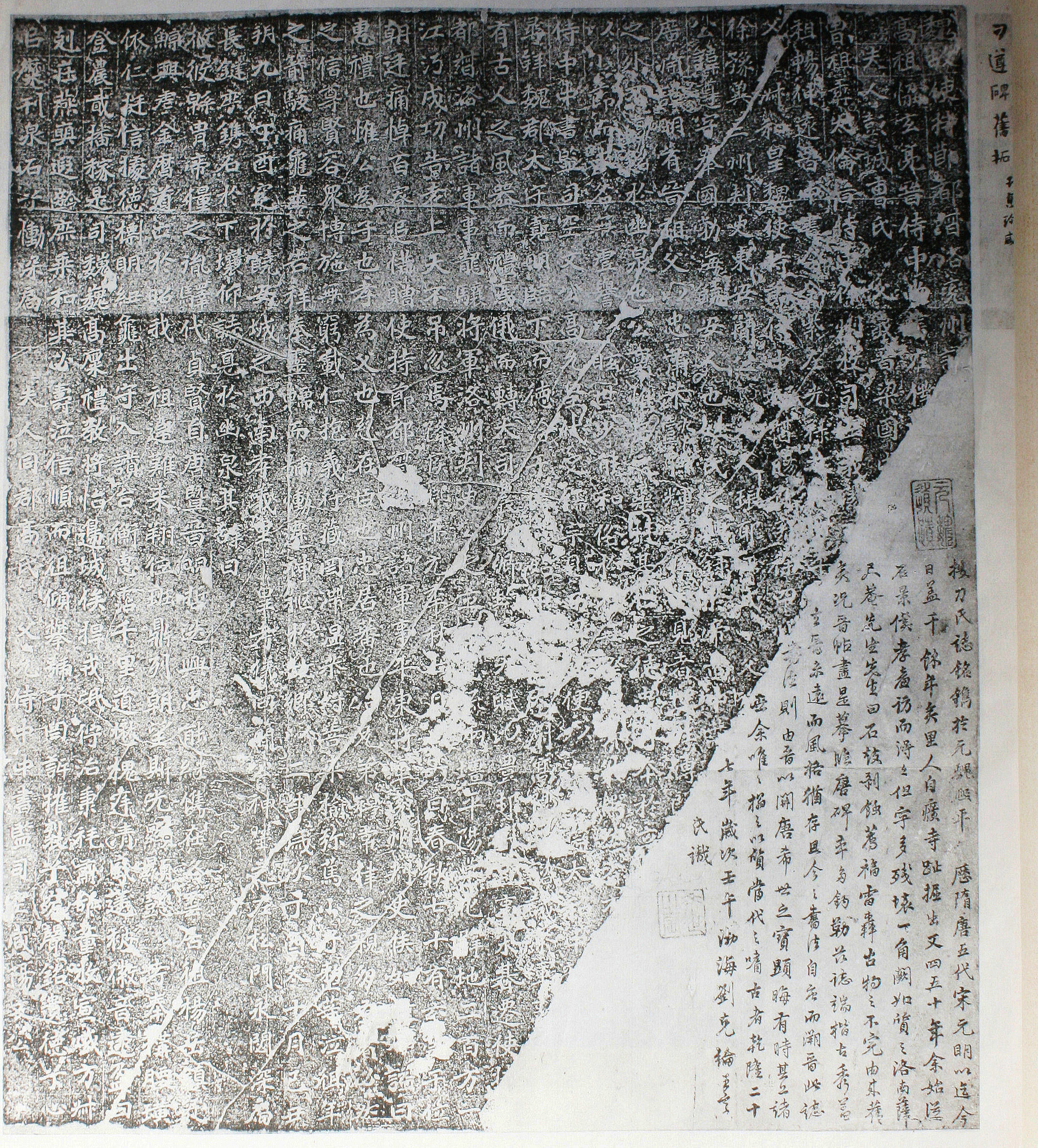
拓本

碑文は高さ74cm、幅64.2cmの長方形の石に楷書で1行33字、全28行で刻まれているが、1行目の12字目から13行目にわたって右上から左下に袈裟懸けに欠けてしまっている。これは出土時からのものであるが、一部出土後に欠けた部分もある。残存部は下部の痛みが激しいうらみはあるものの、文字はきちんと読むことが出来る。裏には一族の名が刻まれているが、こちらは剥落が激しくごく一部しか読むことが出来ない。
内容はまず遵の系譜を簡単に列記した後、生前の業績と没年月日・埋葬日を記し、最後に遵への追悼文を記す。系譜は他の墓誌などと違い文章ではなく名前を列記する形式で、本文には含まれていない。ちなみに碑文で欠けている場所の半分以上はこの系譜の部分であり、ひどい損傷があるにもかかわらず遵の任官を追うことが出来るのはこのためである。
書風はいわゆる「六朝楷書」と呼ばれる、北朝でこの時代急速に発展を遂げた独特の楷書体による。六朝楷書は「方筆」と呼ばれる角ばった運筆法により、「高貞碑」に見られるように力強く時に切りつけるような筆法をとることが多いが、この墓誌では方筆によりながらも鋭い角が取れた書体となっており、極めて落ち着いた雰囲気を与えるものとなっている。六朝楷書のたどり着いた一つの発展形と言ってもよく、このため北朝の碑の中でも特に洗練された書蹟として知られている。

## 研究と評価
この墓誌は清代の雍正年間（1723年 - 1735年）に寺の跡地から出土したという。当時はまだ研究は盛んではなかったが、後に北朝の墓碑・墓誌が大量出土し、それまで完全に忘れ去られていた「六朝楷書」がにわかに注目されるようになると、他の墓誌とともに研究が行われるようになった。
特にこの刁遵墓誌はその洗練された書風から、北朝の墓誌の中でも代表格とされ、多くの研究書に拓本が採録されているほか、あまり多くはないが学書者により臨書にも用いられている。